# Route nationale 392a
La route nationale 392A, ou RN 392A, était une antenne de la RN 392 qui après Allarmont, continuait à descendre la vallée de la Plaine jusqu'à Raon-l'Étape. À la suite de la réforme de 1972, elle a été déclassée en RD 392A.
Elle traversait également le village de Celles-sur-Plaine.

## Ancien tracé
- Allarmont
- Celles-sur-Plaine
- Raon-l'Étape